# فرانتيشيك ياكوبيتس
فرانتيشيك ياكوبيتس (مواليد 12 أبريل 1956) هو لاعب كرة قدم. يلعب مع منتخب تشيكوسلوفاكيا لكرة القدم. سبق له أن لعب في كأس العالم لكرة القدم مع منتخب بلاده.

## مسيرته الكروية
لعب فرانتيشيك ياكوبيتس خلال مسيرته الاحترافية مع 3 أندية في ثلاثة عشر موسمًا وسجل خلالها 13 هدفًا ضمن 245 مباراة. ولم يفز بأي موسم بالكأس وفاز في موسم واحد بالدوري.
خاض فرانتيشيك ياكوبيتس مسيرته مع نادي بوهيميانز 1905 في موسم 1978–79 في المرة الأولى ليلعب معه تسعة مواسم ثم في موسم 1989–90 لمدة موسم واحد، مشاركًا طوالها في 189 مباراة سجل خلالها 12 هدفًا. ثم انتقل إلى Veria F.C. ‏ في موسم 1986–87 لمدة موسم واحد، حيث شارك في 14 مباراة سجل خلالها هدفًا واحدًا. لينتقل بعدها إلى نادي بيلينزونا في موسم 1987–88 ولمدة موسمين، مشاركًا في 42 مباراة ولم يسجل أي هدف.

## روابط خارجية
- فرانتيشيك ياكوبيتس على موقع الاتحاد الدولي (مؤرشف)  (الإنجليزية)
- فرانتيشيك ياكوبيتس على موقع قاعدة بيانات كرة القدم.إي يو (الإنجليزية)
- فرانتيشيك ياكوبيتس على موقع ناشيونال فوتبول تيمز (الإنجليزية)
- فرانتيشيك ياكوبيتس على موقع عالم كرة القدم.نت (الإنجليزية)